# Thollet
Thollet  es una comuna francesa situada en el departamento de Vienne (región de Nueva Aquitania).

## Demografía
| 427 | 387 | 338 | 283 | 231 | 173 | 154 |
| Para los censos de 1962 a 1999 la población legal corresponde a la población sin duplicidades (Fuente: INSEE [Consultar]) |     |     |     |     |     |     |